# Lilibet de Sussex
Lilibet de Sussex (Lilibet Diana Mountbatten-Windsor, Santa Bárbara, 4 de junho de 2021) é a segunda criança do príncipe Henrique, Duque de Sussex, e Meghan, Duquesa de Sussex. É a décima primeira bisneta da rainha Isabel II do Reino Unido e do príncipe Filipe, Duque de Edimburgo, e a primeira bisneta da rainha a nascer fora do Reino Unido. Tem um irmão mais velho, Archie, e é a sétima na linha de sucessão ao trono britânico.

## Biografia
Lilibet Diana Mountbatten-Windsor nasceu no hospital Santa Barbara Cottage, na cidade de Santa Bárbara, na Califórnia, no dia 4 de junho de 2021. Recebeu o nome de sua bisavó Elizabeth II e de sua avó paterna Diana, Princesa de Gales. "Lilibet" é o nome familiar de Elizabeth II.
Os pais afirmaram publicamente que não teriam usado a alcunha privada da rainha Isabel II, se a monarca não tivesse mostrado o seu apoio em relação a esta decisão – algo que não aconteceu. A antiga rainha ficou furiosa quando o neto disse que a avó tinha dado a sua bênção para chamar à filha mais nova Lilibet, que é uma das alcunhas pela qual a monarca sempre foi conhecida. Um membro da equipa de Isabel II disse que esta estava "mais zangada do que alguma vez" a havia visto.
Por parte de pai, ela é uma descende por sangue da família real britânica, de onde vem seu sobrenome de "Mountbatten-Windsor". Ela tem ascendência branca por parte de pai e negra por parte de mãe. Assim como o seu irmão maior Archie,  Lilibet tem legalmente a dupla nacionalidade, a dos Estados Unidos e a do Reino Unido.
Vive em Montecito, Califórnia, para onde os seus pais se mudaram em março de 2020, após morarem por cerca de seis meses no Canadá e após renunciarem a suas funções como membros da família real britânica. 
Foi batizada em 3 de março de 2023. Os reis Carlos e Camilla e os príncipes de Gales, William e Kate, foram convidados para a celebração, mas não estiveram presentes. A festa reuniu entre 20 a 30 convidados.

## Vítima de racismo
Assim como sua mãe, uma afro-descendente, e o seu irmão Archie, que chegou a ser comparado a um chimpanzé por um jornalista da BBC, depois demitido, Lilibet sofreu os primeiros ataques racistas apenas dois dias depois de nascer, pouco depois de seus pais anunciarem o seu nascimento na tarde de 6 de junho. Os ataques partiram da colunista do The Sunday Telegraph Julie Burchill, que foi demitida, e da advogada Joanna Toch, que foi suspensa do trabalho. Numa rede social, após a revelação do nome do bebê, Julie escreveu: "que oportunidade perdida. Eles poderiam tê-la chamado de Georgina Floydina", ao que Joanna respondeu: "não Doria? Nomes negros não importam?". Julie então continuou: "esperava por Doria Oprah, os podres racistas", ao que Joanna retrucou: "Doprah?" 
"Georgina Floydina" é uma referência a George Floyd, um homem negro morto por um policial branco em 2020 durante uma abordagem policial considerada excessivamente violenta, enquanto "Doria", que é afro-americana, é o nome da mãe de Meghan. Já "Oprah" é uma referência à apresentadora negra Oprah Winfrey, que em março de 2021 havia exibido em seu programa uma entrevista com Harry e Meghan em que revelaram que um membro da família real britânica havia feito um comentário de cunho racista a respeito de seu então filho ainda não nascido, Archie.
Joanna se retratou e acabou suspensa temporariamente do trabalho, mas Julie foi demitida por se negar a pedir desculpas.

## Título e sucessão
Lilibeth nasceu como a oitava na linha de sucessão, mas após a morte da bisavó, Elizabeth, passou a ser a sétima na linha de sucessão ao trono britânico e é o indivíduo mais bem classificado na atual linha de sucessão a ter nascido no exterior. Filhas de duques têm direito ao título de cortesia "Senhora" antes de seu nome, e com a ascensão de seu avô, o rei Carlos III, ela se tornou legalmente princesa. No entanto, como é o caso de seu irmão, Archie, é improvável que ela use um título, pelo menos enquanto mora nos Estados Unidos.Semelhante à situação de seu irmão, Archie Mountbatten-Windsor, é improvável que ela tenha um título real, pois, de acordo com as cartas patentes emitidas pelo Rei George V do Reino Unido em 1917, ela tem o direito de se tornar uma verdadeira princesa britânica apenas após a ascensão de seu avô, o rei Carlos III do Reino Unido. Na entrevista de televisão fornecida à Oprah em 2021 com Meghan e Harry, conduzida meses antes de seu nascimento, a duquesa de Sussex disse que teria sido informada de que mudanças seriam feitas para remover esse direito como parte dos planos relatados de Charles para uma monarquia enxuta. O Rei Charles III deseja uma família real britânica reduzida e tem feito lobby para ela, muito antes do início do relacionamento de Harry e Meghan.
Uma declaração de 8 de março de 2023 de um porta-voz dos pais de Lilibet confirmando seu batismo dias antes marcou a primeira vez que seus pais usaram publicamente seu título de "princesa", com o anúncio referindo-se a ela como "Princesa Lilibet Diana ". O site oficial da família real foi atualizado para se referir a ela como "Princesa Lilibet de Sussex" em 9 de março de 2023..